# Gabriel Bergen
Gabriel Bergen (født 6. juli 1982 i Dawson Creek, Canada) er en canadisk tidligere roer.
Bergen vandt en sølvmedalje ved OL 2012 i London, som del af den canadiske otter. Resten af besætningen bestod af Douglas Csima, Robert Gibson, Conlin McCabe, Malcolm Howard, Andrew Byrnes, Jeremiah Brown, Will Crothers og styrmand Brian Price. Der deltog i alt otte både i konkurrencen, hvor Tyskland vandt guld, mens Storbritannien tog bronzemedaljerne.
Bergen vandt desuden en VM-guldmedalje i toer med styrmand ved VM 2008 i Linz og har desuden både en sølv- og bronzemedalje i otter.

## OL-medaljer
- 2012:  Sølv i otter